# Ryszard Podlas
Ryszard Podlas (29 luglio 1954) è un ex velocista polacco.

## Biografia
Fece parte della staffetta che vinse la medaglia d'argento nella 4x400 m alle Olimpiadi di Montréal 1976.

## Palmarès
| Anno | Manifestazione  | Sede     | Evento      | Risultato | Prestazione | Note |
| ---- | --------------- | -------- | ----------- | --------- | ----------- | ---- |
| 1976 | Giochi olimpici | Montréal | 4×400 metri | Argento   | 3'01"43     |      |
| 1978 | Europei         | Praga    | 4×400 metri | Argento   | 3'03"62     |      |